# Passo di Gavia
Il passo di Gavia (2.618 m s.l.m.) è un valico alpino delle Alpi Retiche meridionali, posto ai margini sud-occidentali del gruppo dell'Ortles-Cevedale (Gruppo Sobretta-Gavia), che mette in comunicazione la Val di Gavia (tributaria della Valfurva - Valtellina) e l'alta Val Camonica (valle delle Messi), segnando il confine amministrativo fra le province di Sondrio e Brescia.

## Storia
Già noto in epoca medievale, il valico faceva parte delle perigliose rotte commerciali alpine della Repubblica di Venezia e metteva in comunicazione con Germania, Tirolo, Austria attraverso la via Imperiale di Alemagna. Un tempo il tragitto era percorso in qualsiasi stagione, tra mille pericoli e rischi, come i repentini cambiamenti meteorologici, la nebbia fitta, le bufere di neve e le slavine, al punto da essere soprannominato  "Passo della Testa del Morto".

### La costruzione della strada
Il sentiero medievale che attraversava il passo fu oggetto di notevoli lavori di ampliamento e ristrutturazione in occasione del primo conflitto mondiale, durante il quale, vista la vicinanza della linea di fronte, la strada divenne di fondamentale importanza strategica. Il percorso restava in ogni caso sterrato, stretto e di notevole pericolosità. Dalla seconda metà del '900 sono state effettuate notevoli migliorie, tra cui la realizzazione di una galleria per evitare il tratto più pericoloso e la completa asfaltatura del tracciato.

### Il crocifisso al Lago Bianco
A lato della strada, in prossimità delle sponde del Lago Bianco è visibile un crocifisso ligneo. Si tratta di un ex voto del 1929 e ricorda una madre e il figlio che, in viaggio in auto da Santa Caterina verso Ponte di Legno, furono investiti in questa zona da una improvvisa fittissima nebbia. Miracolosamente sopravvissuti fecero poi porre il crocifisso a ricordo.

### L'incidente del 1954

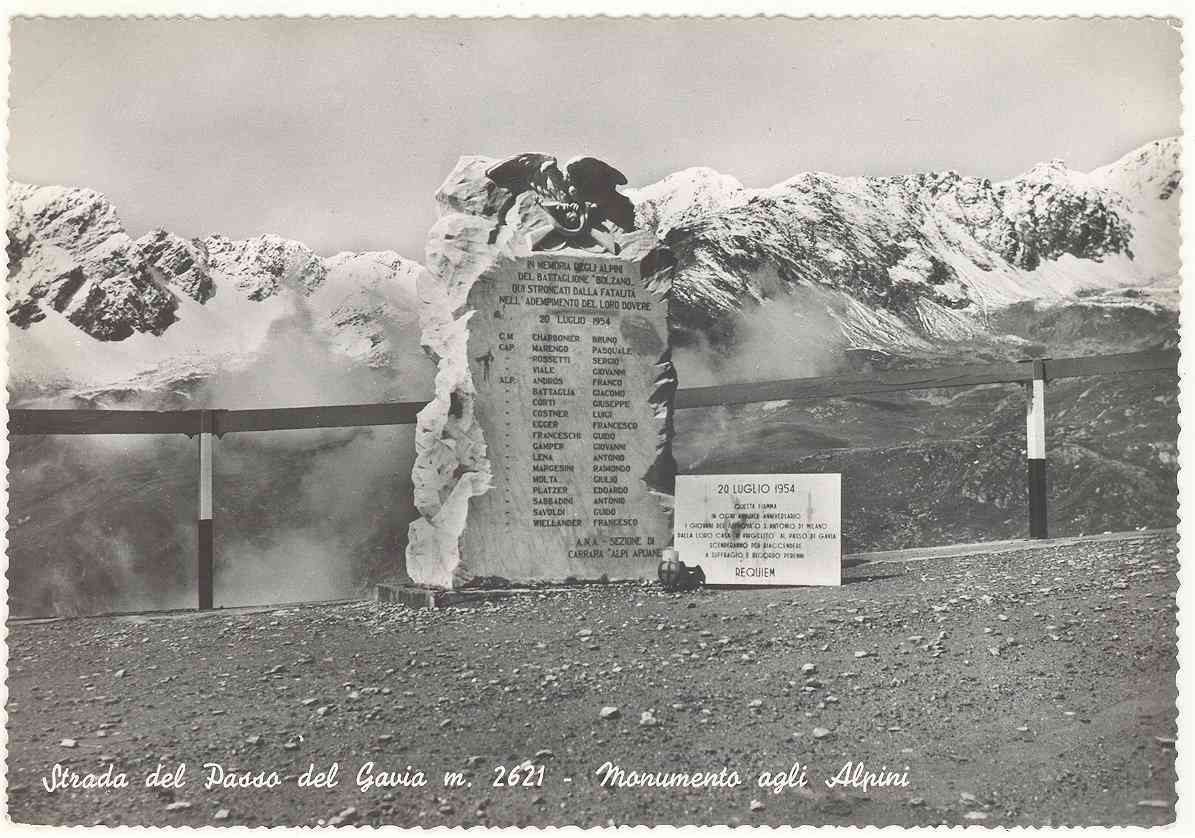
Le lapidi commemorative dell'incidente in una foto d'epoca

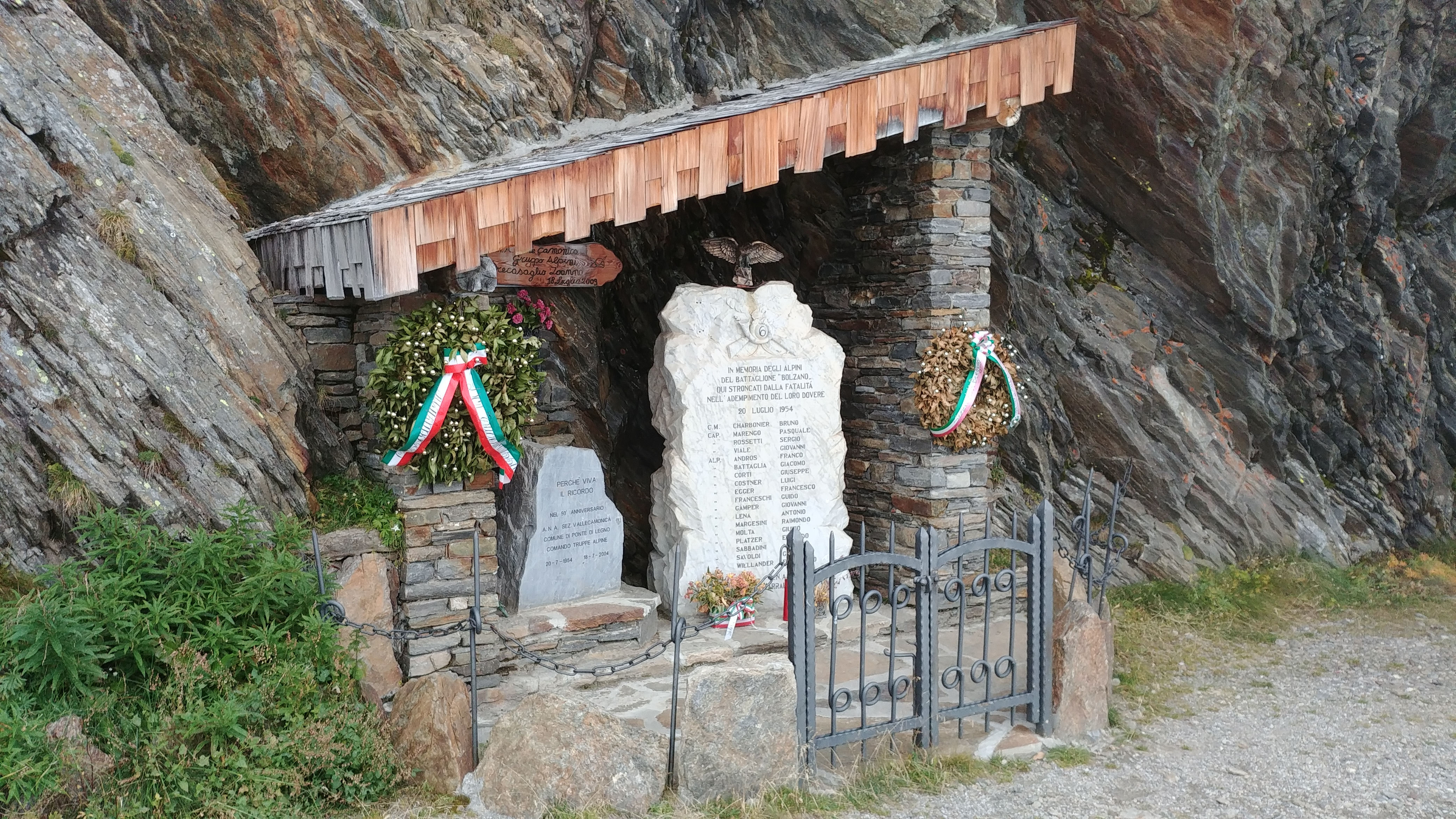
L'attuale monumento in ricordo dell'incidente

Il mattino del 20 luglio 1954, un veicolo militare Fiat 639, con a bordo ventuno Alpini di età compresa tra 21 e 23 anni, cadde in una scarpata a seguito del cedimento del fondo della strada sul versante bresciano; lo schianto che seguì al volo di circa 150 metri causò diciassette morti. Dei due feriti più gravi, uno morì il giorno successivo per le ferite, portando così a diciotto il totale delle vittime.
All'epoca il tracciato, privo di parapetti e protezioni, era considerato molto rischioso e la sua percorrenza era sconsigliata agli autocarri; vigeva inoltre un divieto di transito, non rispettato, per i veicoli con più di 14 passeggeri. Nel punto dell'incidente la larghezza totale della carreggiata era di 2,30 m.
I corpi straziati degli Alpini, appartenenti al 6º Reggimento, battaglione Bolzano, furono trasferiti nella chiesetta di Ponte di Legno per le esequie. A ricordo della tragedia furono collocate due lapidi commemorative, tuttora esistenti. In loro memoria è inoltre stata eretta la croce di vetta della Becca di Nana, in Valle d'Aosta.

## Descrizione

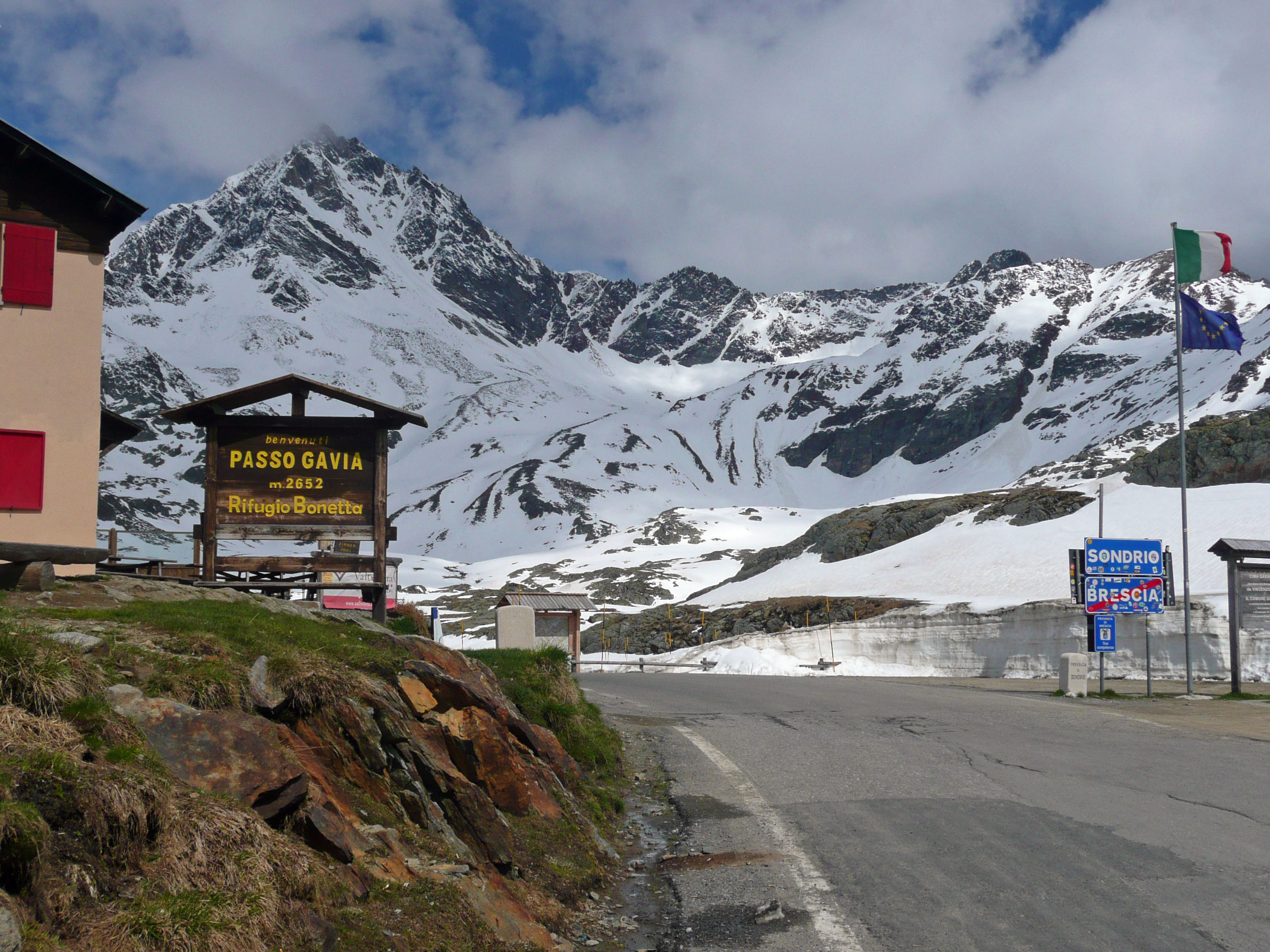
Il Passo in veste primaverile

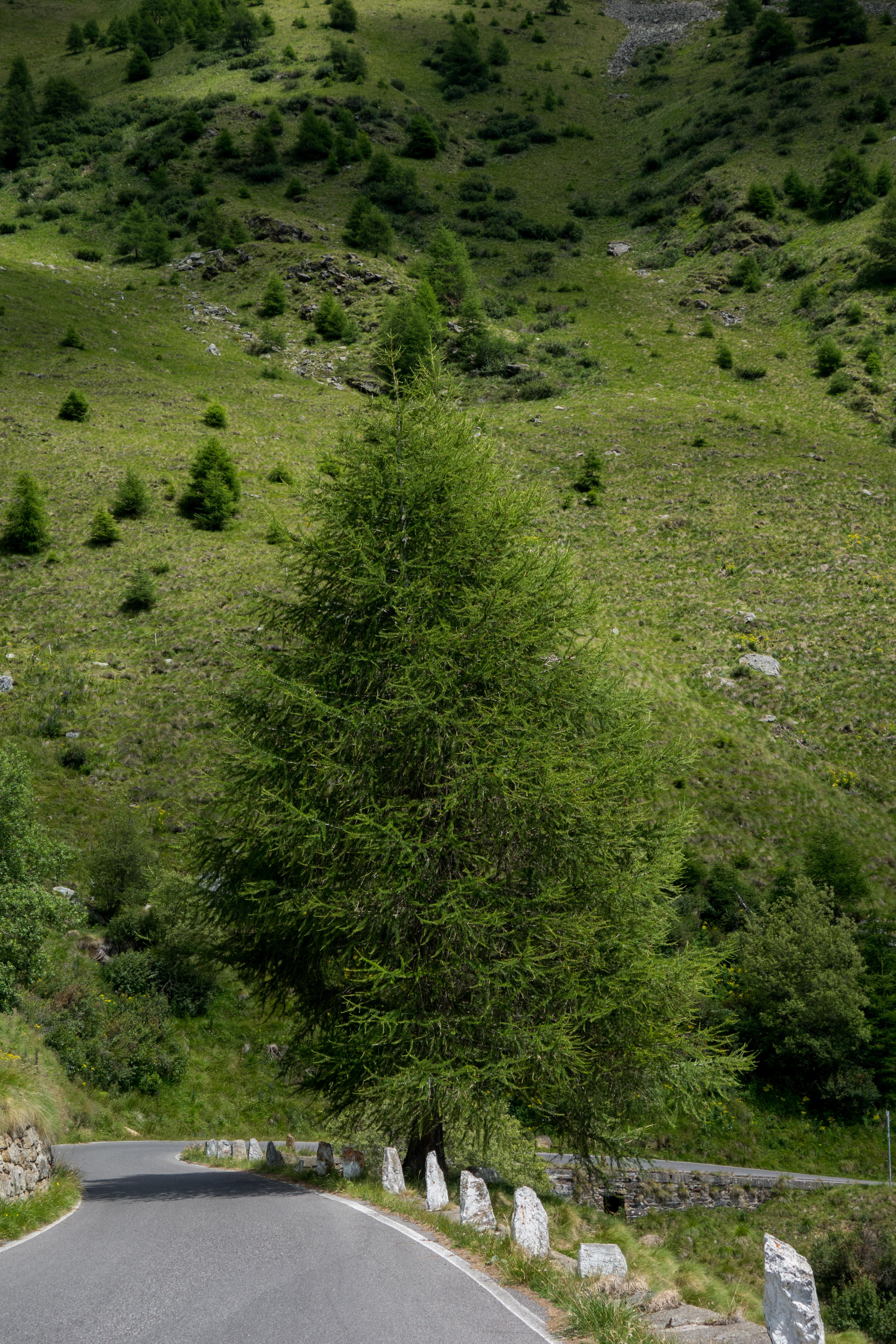
Tratto bresciano della strada

Dominato a nord dal Monte Gavia, è raggiungibile in automobile tramite la strada statale 300 del Passo di Gavia, un tracciato di alta quota ad elevato contenuto panoramico che da Bormio, passando per Santa Caterina di Valfurva (in Alta Valtellina), conduce a Ponte di Legno.
Durante l'anno il traffico veicolare è piuttosto scarso, per effetto del percorso tortuoso, della carreggiata particolarmente stretta, delle elevate pendenze e degli scarsi parapetti e protezioni, mentre in inverno, per via dell'elevata altitudine raggiunta, la strada è soggetta a chiusura per neve già in autunno fino a primavera inoltrata; d'estate essa è invece frequente meta di cicloamatori e motociclisti provenienti da tutta Europa.
Due chilometri prima del passo vi è il rifugio Arnaldo Berni, intitolato all'omonimo capitano morto durante la prima guerra mondiale sul ghiacciaio del Dosegù intrappolato in una galleria di ghiaccio sotto la Punta S.Matteo.

### Ambiente
A circa 300 metri di distanza dal Passo esiste, unico in Italia, un lembo di tundra artica, relitto dell'ultima glaciazione (Glaciazione Würm), che, disteso su piccoli dossi morenici, copre una superficie di circa quattrocento metri quadrati. Su suoli poligonali esso accoglie specie tipiche come: Polytrichum sexangularis, Salix herbacea, Carex curvula, Loiseleuria procumbens o Ranunculus glacialis. Si tratta quindi di una zona ad alto valore naturalistico, nonché ad altrettanto elevata vulnerabilità.

### Rifugio Arnaldo Berni
Il Rifugio Berni sorge a quota 2541 m, sul versante valtellinese del valico. È dedicato al capitano Arnaldo Berni, caduto durante la Prima Guerra Mondiale, così come un monumento accanto alla chiesetta alpina. Prima di questo edificio esisteva un altro rifugio sul versante opposto, che era stato costruito con la funzione di ricovero militare.

### Opere idrauliche
Nel 2023 sono stati avviati i lavori per la costruzione di tubature presso il Lago Bianco, necessarie per alimentare l'innevamento artificiale delle piste da sci di Santa Caterina Valfurva durante la stagione invernale. I lavori hanno anche generato delle polemiche circa l'impatto dell'opera sull'ambiente montano, con un acceso dibattito attraverso i social fra alcuni ambientalisti locali e i gestori del Parco Nazionale dello Stelvio.

## Ciclismo

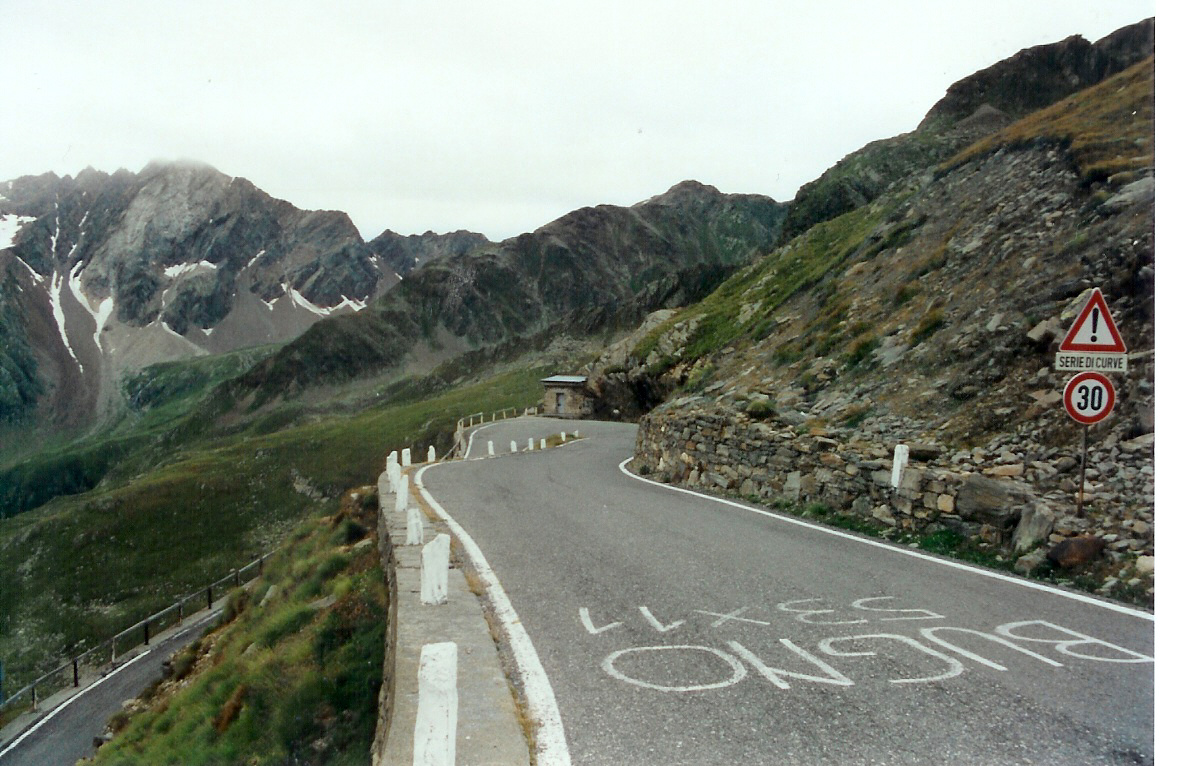
Versante bresciano, ultimi tornanti

La salita del Gavia è classificabile come salita alpina lunga, dall'importante dislivello, dall'elevata quota altimetrica raggiunta e con pendenze medio-alte dal versante di Ponte di Legno, completamente asfaltato solo dagli anni novanta. Più lungo, ma con pendenze meno aspre, è il versante valtellinese. Oggi, insieme ai vicini Passo dello Stelvio e Passo del Mortirolo, rappresenta una delle mete alpine più ambite dai cicloamatori.

### Giro d'Italia
Il Passo deve la sua celebrità al Giro d'Italia, in quanto rappresenta una delle salite storiche della Corsa Rosa, nonostante rappresenti una strada secondaria poco frequentata dal traffico veicolare. Il valico è stato infatti inserito nel percorso del Giro quattordici volte, e in otto di esse è stato Cima Coppi: nel 1989 e 2019 (ma non fu scalato causa maltempo), 1996, 1999, 2004, 2006, 2008 e 2010.

Il Gavia durante la bufera di neve che colpì il passo nella tappa del Giro d'Italia 1988

La prima ascesa risale al 1960, con la celebre impresa del vicentino Imerio Massignan: passato solitario in vetta, fu costretto a cedere la prima posizione al lussemburghese Charly Gaul a causa di ben due forature in discesa, arrivando al traguardo di Bormio con 14 secondi di ritardo e con il tubolare a terra, non avendo potuto sostituirlo nel finale di gara. Allora la strada era ancora sterrata in molti tratti.
L'anno successivo il Giro sarebbe dovuto passare nuovamente dal passo, ma la corsa fu deviata per neve a favore del passo dello Stelvio. Dopo di allora si tornò a salire sul Gavia solo nel Giro d'Italia 1988, che in quell’edizione fu anche Cima Coppi, con una tappa divenuta mitica, corsa sotto un'improvvisa e inaspettata bufera di neve.
Nel 1989 la scalata fu nuovamente annullata per le avverse condizioni meteo, mentre nelle edizioni del 1996, del 1999, del 2000, del 2004 del 2006, del 2008 e del 2010 si transitò regolarmente, nonostante in quest'ultima occasione la tappa fosse stata in dubbio fino alla mattina stessa della scalata; in quella occasione la salita al Passo fu affrontata per la prima volta dal versante di Bormio, mentre in precedenza era sempre stata affrontata da quello, ben più difficile, di Ponte di Legno.

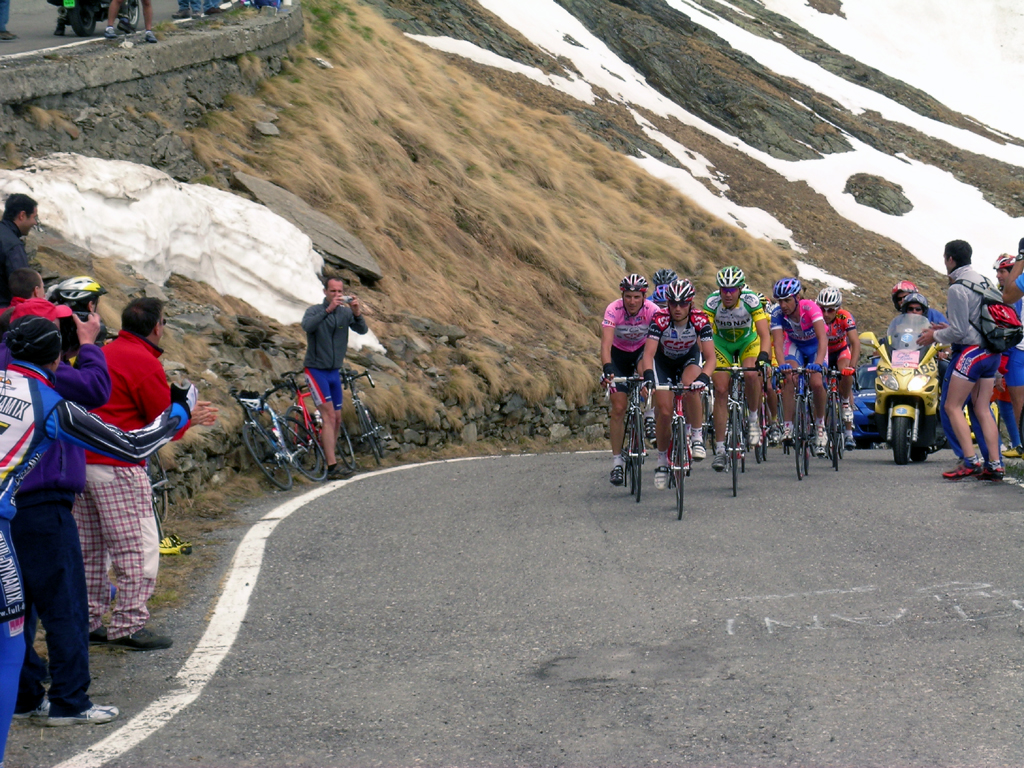
Il gruppo della maglia rosa durante la scalata al Gavia nel Giro d'Italia 2006, edizione nella quale il passo fu Cima Coppi

Il transito sul Gavia era previsto anche nella 19ª tappa del Giro d'Italia 2013 (frazione da Ponte di Legno a Val Martello) assieme al passo dello Stelvio, ma a causa delle avverse condizioni meteorologiche i due passaggi vennero annullati e la tappa prima modificata in più punti e poi definitivamente annullata. La medesima frazione fu riproposta per il Giro d'Italia 2014 e, nonostante le condizioni meteo difficili (neve durante il passaggio in vetta), vide il transito per primo del colombiano Robinson Chalapud. La salita venne affrontata dal versante di Ponte di Legno.
Durante il Giro 2019 il Gavia era stato designato come Cima Coppi nella 16ª tappa. Pochi giorni prima della frazione fu però annullato il transito a causa della troppa neve presente, dirottando la corsa al Passo dell'Aprica.
Di seguito i passaggi in vetta al Gavia nelle varie edizioni del Giro (in grassetto le edizioni in cui il passo è stato Cima Coppi):
| Anno | Tappa                                 | Corridore                  | Nazione     | Versante scalato |
| ---- | ------------------------------------- | -------------------------- | ----------- | ---------------- |
| 1960 | 20ª: Trento > Bormio                  | Imerio Massignan           | Italia      | Ponte di Legno   |
| 1988 | 14ª: Chiesa in Valmalenco > Bormio    | Johan Van der Velde        | Paesi Bassi | Ponte di Legno   |
| 1996 | 21ª: Cavalese > Aprica                | Hernán Buenahora           | Colombia    | Ponte di Legno   |
| 1999 | 21ª: Madonna di Campiglio > Aprica    | José Jaime González        | Colombia    | Ponte di Legno   |
| 2000 | 14ª: Selva di Val Gardena > Bormio    | José Jaime González        | Colombia    | Ponte di Legno   |
| 2004 | 18ª: Cles > Bormio 2000               | Vladimir Miholjević        | Croazia     | Ponte di Legno   |
| 2006 | 20ª: Trento > Aprica                  | Juan Manuel Gárate         | Spagna      | Ponte di Legno   |
| 2008 | 20ª: Rovetta > Tirano                 | Julio Alberto Pérez Cuapio | Messico     | Ponte di Legno   |
| 2010 | 20ª: Bormio > Ponte di Legno - Tonale | Johann Tschopp             | Svizzera    | Valfurva         |
| 2014 | 16ª: Ponte di Legno > Val Martello    | Robinson Chalapud          | Colombia    | Ponte di Legno   |

Il 27 agosto 2017 il cicloamatore 79enne Tarcisio Persegona ha compiuto la sua 500ª scalata in bicicletta del passo, impresa ricordata da una targa commemorativa posta in cima al valico.